# ルー・ミンジュン
ルー・ミンジュン（陸明君、1976年12月4日 - ）は、台湾のモデル、女優。主な作品は、薔薇之恋。

## 人物
- 177cm、体重50kg。スリーサイズは非公開。
- 薔薇之恋をきっかけに、日本にジェリー・ホアンと来日した。
- 特技は、フェンシング、バレエ、ピアノ、演劇、司会。
- 趣味は、読書、音楽、映画鑑賞。
- 雑誌「vogue」、「BAZAAR」、「ELLE」、「GO」、「C,est,mol」、「Figoro」、「Cosmplifan」の表紙を飾った他、「美爽爽」の化粧品のテレビコマーシャルに出演。
- 2004年には、コンタクトレンズの保存液、2005年には「CiryiQUE」のイメージキャラクターを務めた。
- その他、テレビで司会をすることもある。

## プロフィール
- 身長：177cm
- 体重：50kg
- 特技：フェンシング、バレー、ピアノ、演劇、司会
- 趣味：読書、音楽、映画鑑賞

## 出演

### ドラマ
- 薔薇之恋（2003年）- 花屋敷芙蓉 役
- アウトサイダー〜闘魚〜（2004年） - 紅豆 役
- アウトサイダー〜闘魚2〜（2004年） - 紅豆 役
- 求婚事務所（2004年） - 李艾玲 役
- イルカが猫に恋をした（2005年） - 蘇婷 役
- 花ざかりの君たちへ（2006年） - Abby艾比 役
- 至尊玻璃鞋（2007年） - 林富男 役
- イタズラなKiss2（2007年） - 君雅母 役
- イタズラな恋愛白書（2011年） - GRACE 役
- 結婚不結婚（2012年） - 思涵 役
- 廉政英雄（2012年） - 徐明麗 役
- 神仙谷事件（2012年） - 長谷川千代 役
- 美味的想念（2013年） - 王芳蕊 役
- 妻の純愛（2013年） - 潘妮娜 役
- ずっと君を忘れない（2014年） - 梁鳳君 役
- わたしのスイート・スター（2014年） - 彭紫晨 役
- 出境事務所（2015年） - 黃楊寧 役
- 鑑識英雄（2015年） - 顏容 役
- 孤獨的美食家（2015年） - 陳嘉容 役
- 滾石愛情故事-祝我幸福（2016年） - 編輯 役
- 讓愛飛揚（2016年） - 劉敬娟 役
- 這些年，那些事（2017年） - 李阿姨 役
- 姊的時代（2018年） - 夏子晴 役
- 人際關係事務所（2018年） - Emma 役
- 遺失的1/2（2019年） - 蘇美奐 役
- 未來媽媽（2020年） - Grace 役
- 夜行杯
- ☆女郎

### 映画
- 戀愛恐慌症（2011年） - 厲紗 役
- 加油!男孩（2013年） - 淑惠老師 役